# Ericus Timmerman
Ericus Timmerman, född 1680 i Livland, var en livländsk präst i Högby församling.

## Biografi
Ericus Timmerman föddes 1680 i Livland. Han blev 1700 student vid Academia Gustavo-Carolina i Pernau. Timmerman var kyrkoherde i Camby, Livland, då han flydde från fienden 1710. Han blev 1713 kyrkoherde i Högby församling. När freden hade kommit 1722, återvände Timmerman till Livland och blev åter kyrkoherde där.
Timmerman var gift med Katarina Meijer. De fick tillsammans sonen Erik (född 1712).